# Lepetelloidea
Super-famille
Lepetelloidea est une super-famille de gastéropodes de petite taille qui regroupe des espèces cosmopolites pouvant vivre aussi bien à 30 mètres de profondeur que dans les abysses.

## Liste des familles
Selon World Register of Marine Species (24 octobre 2014) :
- famille Addisoniidae Dall, 1882
- famille Bathyphytophilidae Moskalev, 1978
- famille Caymanabyssiidae Marshall, 1986
- famille Cocculinellidae Moskalev, 1971
- famille Lepetellidae Dall, 1882
- famille Osteopeltidae Marshall, 1987
- famille Pseudococculinidae Hickman, 1983
- famille Pyropeltidae McLean & Haszprunar, 1987